# 赳赳寨塔
赳赳寨塔，原名“潭法塔”，又名“金塔”，位于中国陕西省渭南市韩城市的北部新城与南部古城的交界处，韩城市烈士陵园北端，俯瞰金塔公园，是韩城的地标建筑，南侧正对古城的中轴线金城大街，北侧正对新城的中轴线龙门大街。赳赳寨塔已列为陕西省文物保护单位。。

## 历史
赳赳寨塔建于金大定十三年（1173），系圆觉寺悟空禅师圆寂后，受业僧都会为其修建的佛塔。明嘉靖三十四年（1556年），关中大地震时崩塌，清康熙四十一年（1702年），韩城知县康行间捐俸并募化重建。
赳赳寨塔原本位于赳赳寨的西南角，南临高崖，是韩城北关外的制高点。“赳赳”一词，取自《诗经·周南·兔罝》：“赳赳武夫，公侯干城。”赳赳寨村落已于1990年代整体拆迁，只保留此塔。

## 建筑
赳赳寨塔为楼阁式空心砖塔，八面六级，通高23.36米，底部为高大稳固的正方形塔基。塔座东墙嵌石碑两通。南侧横碑铭文24字“悟空子法浩告上者去履不依损自福大定十三年癸巳记之”；北侧竖碑铭文：“时大金大定十三年岁次癸巳五月五日修建宝塔都会……”。

## 保护
1957年5月31日，此塔以“古塔”之名由陕西省人民委员会公布为第二批省级重点文物保护单位。1992年4月20日撤銷。2014年6月9日，赳赳寨塔由陕西省人民政府公布为第六批陕西省文物保护单位，编号6-3-9。